# 924
Cette page concerne l'année 924  du calendrier julien. Pour l'année 924 av. J.-C., voir 924 av. J.-C.
L'année 924 est une année bissextile qui commence un jeudi.

## Événements

### Asie
- Juillet : le vizir abbasside Ibn al-Furat est arrêté et exécuté à Bagdad sur ordre du calife Al-Muqtadir[1].

- Les Khitans avancent jusqu’à l’Orkhon et occupent Ordu-Baliq (Karabalgasun), l’ancienne capitale ouïgoure. Les Kirghiz sont chassés de haute Mongolie et rejoignent leur vallée d’origine vers le Haut-Ienisseï. La Mongolie, vidée de ses habitants, échappe désormais aux peuples turcs (les Ouïgours refusent la proposition des Khitans de réintégrer la région) au profit des proto-mongols venus principalement de Mandchourie (Tatars, Naïmans, Keraït, Ongüt)[2].

### Europe
- Au début de l'année, Siméon Ier de Bulgarie entreprend une campagne contre les Serbes[3]. Il occupe temporairement la Rascie (924-927)[4]. Le pays est dévasté.
- 29 février : Raoul de Bourgogne est à Autun après avoir conclu la paix avec le duc d'Aquitaine Guillaume II le Jeune, qui obtient la restitution du Berry. Le roi tient à Autun, puis à Châlon (début avril), une véritable cour plénière durant laquelle il récompense ses fidèles ; il contraint le vicomte d'Auxerre Rainard à abandonner Mont-Saint-Jean qu'il occupait[5]

- 12 mars : Pavie est à moitié détruite par les Hongrois, appelés par Bérenger Ier de Frioul contre Rodolphe II de Bourgogne[6]. Elle redeviend un centre commercial cinquante ans plus tard. On dénombre 45 églises à Pavie avant le sac de la ville. Après le sac de Pavie, les Hongrois dévastent la Provence et la vallée du Rhône jusqu'en Gothie où ils sont dispersés par le comte de Toulouse Raimond-Pons III[6].

- 7 avril : assassinat de Bérenger Ier de Frioul par les Véronais révoltés[6]. Le titre d'empereur d'Occident subit une longue vacance avant le couronnement de Otton Ier en 962.

- 10 juillet : l'émir de Cordoue Abd al-Rahman III passe l'Èbre et envahit le royaume de Navarre[7] ; le roi Sanche Ier Garcia est battu près de Sangüesa et les musulmans ravagent la région jusqu'à Pampelune, qui est mise à sac[8].
- 17 juillet : mort du roi des Anglo-Saxons Édouard l'Ancien. Ses fils Ælfweard et Æthelstan semblent s'être faits reconnaître rois tous deux, le premier au Wessex et le second en Mercie. Ælfweard meurt quelques semaines plus tard, le 2 août (ou peut-être le 24 août), permettant à Æthelstan de devenir le souverain unique et incontesté du royaume de leur père[9].

- Août : dernière attaque de Constantinople par Siméon Ier de Bulgarie, qui menacé par les Serbes et trouvant la ville imprenable, renonce. Il conclut la paix le 9 septembre[3].

- Octobre : un synode réuni à Trosly condamne à la pénitence publique le comte de Cambrai, Isaac en conflit avec l'évêque Étienne. Vers la même époque le roi Raoul de Bourgogne convoque un plaid à Attigny et s’apprête à intervenir en Lotharingie, qui est déchirée par les luttes entre les grands, mais il tombe malade et doit renoncer[5].

- 6 décembre[10] : les comtes Garnier de Sens, Manassès II de Dijon, les évêques Ansegise de Troyes et Gosselin de Langres infligent une sévère défaite au viking Ragenold de Nantes à Calaus mons qui est peut-être Chalmont, entre Milly-la-Forêt et Barbizon ou plutôt Chalaux, sur la rivière du même nom, dans la Nièvre[11].
- 20 décembre : Constantin et Étienne, fils de Romain Lécapène, sont couronnés basileus. Leur jeune frère Théophylacte, destiné au patriarcat, est ordonné clerc et créé syncelle par le patriarche Nicolas le même jour[3].

- Le roi Raoul de France cède à Rollon le Maine et le Bessin[12].
- Victoire navale de Byzance sur le corsaire musulman Léon de Tripoli à Lemnos[13].